# Трифиодор
Трифиодор (на старогръцки: Τρυφιόδωρος; Τριφιόδωρος; на латински: Triphiodoros; Tryphiodoros Tryphiodoros) е гръцки писател и поет през 3 или 4 век и идва от Египет. Единственото му известно произведение е „Завладяването на Троя“ (гр. Iliou Halosis или лат. Excidium Ilii), стихотворение с 691 верси. Другите титли са Marathoniaca и Die Geschichte von Hippodamea.